# コメットさん
『コメットさん』は、国際放映制作の特撮テレビドラマ、および主人公である魔法使いの名称。本項目ではテレビドラマ（以下、テレビシリーズ）の他、漫画版や小説版などの派生作品についても併せて取り扱うものとする。

## 概要
- 第1期：1967年7月3日 - 1968年12月30日（全79話）、九重佑三子主演[1]
- 第2期：1978年6月12日 - 1979年9月24日（全68話）、大場久美子主演

全部で2期制作されたテレビシリーズは、いずれも毎週月曜19時30分 - 20時（JST）に、放送当時TBSの同時間帯に設けられていた「ブラザー劇場」にて放送された。
ストーリーの展開は下記に示した各期それぞれに異なるが、宇宙のかなたからやってきたヒロイン・コメットさんが地球に降り立って、「地球での困りごとを魔法を使って解決していこう」というコンセプトは共通である。アメリカ映画『メリーポピンズ』がヒントとされている。
魔法にはバトンを使用する、お手伝いさんとして住み込んでいる、歌が重視されている、そしてそれぞれ住み込んでいる家庭の父親または母親が歌う点も共通している。

## 第1期 (1967年)
ブラザー劇場の5作目として、九重佑三子主演で初めてドラマ化された。ビデオなどでは後述の大場版との区別のため『九重佑三子のコメットさん』と表記されることもある。
第1話 - 第19話はモノクロ、第20話からカラー制作になった。また、第49話より主人公が住み込んでいる家庭の両親役（職業、家とも変更）が変更（子ども役2人は続投）され、これをもって前期と後期に区分される。後年の地上波（主にTBS）での再放送はもっぱらカラー版のみで、長らく全話の再放送はされていなかったが、1990年代にはキッズステーションにて、2000年代にはチャンネルNECOにて再放送された。
第1回週刊TVガイド賞（現・テレビ大賞）最優秀バラエティ喜劇番組賞など数々受賞。日本以上にメキシコで根強いファンが多く、幼いころにこれを観て影響を受けた映画監督もいる。ギレルモ・デル・トロは、第75話を基に1992年に『クロノス』を制作し、翌年のカンヌ国際映画祭で批評家週間グランプリを受賞した。またアルフォンソ・キュアロンは、1991年に制作した『最も危険な愛し方』に登場する日本人の役名に、本作品の住み込み先の家庭の子どもの役名を使用していた。
こうした事情から、「九重佑三子は、メキシコで最も有名な日本人」といわれるほどであり、2018年9月8日に放送された「陸海空 地球征服するなんて」（テレビ朝日）において、「あなたの知っている日本人は？」とメキシコの26ヵ所で1,000人に調査したところ、37票で3位にランキングされたことで改めて立証された。
本作品の特徴としてアニメーションの多用が挙げられ、実写との合成パートもある。校長先生やオープニングなどのセルアニメ部分は東京ムービーが請け負い、Aプロダクションに在籍していた芝山努と椛島義夫が手がけた。また、人形アニメも多用され、人形アニメートは当分野の第一人者である真賀里文子が担当した。アニメ部分はモノクロ版とカラー版では、冒頭のコメットさんのいたずら（流星を大砲で飛ばす→モニュメントを天馬で壊す）、校長の「いたずらしてはいかんとあれほどいっていたのに!!」の台詞場面（コメットさんの目前で言う→コメットさんの場所に移動しながら言う）、OPでの星への落書き（ロケット自身で落書き→バトンの魔法で落書き）など、様々な点で相違点がある。さらにカラー版では第49話より、校長先生のキャラが「ラッキョウ顔で柄パンツを着用」から「丸顔でマントを着用」に変更されたため、冒頭場面は校長キャラと「天馬が壊したモニュメント」を変更した。
子供の視点（いたずらや学校のことなど）がドラマの中心となっており、主人公であるコメットさん自身も、校長からイタズラっ子として扱われている。ベータ星から地球へ追放されたのも、いたずらを戒めるためという理由付けがなされている。ベータン（第14話より最終話）、コメットさんの祖母（第35話より第44話）がレギュラーである点も特徴である。
主題歌（の一部）は寺山修司作詞・湯浅譲二作曲だが、その冒頭部では湯浅がメシアンより影響を受け、自身の初期作品『内触覚的宇宙』などでも多用した移調の限られた旋法第2番が用いられている。

### 放送終了後の展開
放送開始から40年を迎えた2007年7月6日 - 8日には、「『コメットさん』生誕40周年記念展」が番組のロケ地としても使用された、世田谷区の東京厚生年金スポーツセンター・ウェルサンピア東京（現・世田谷区立大蔵第二運動場）で開催された。ファン主催ながら国際放映の許可や関係者の協力も得て、ベータン実物人形を初め様々な秘蔵資料を展示。九重佑三子（コメットさん役）、芦野宏（順一郎役）、川田勝明、山際永三、香月敏郎、吉原幸栄、大野武雄、築地米三郎、真賀里文子などスタッフ・キャストも多数訪れ、大盛況であった。
2013年7月には、日本映画専門チャンネルの特別企画・『特撮国宝』（全6回放送）の第2回「真賀里文子」の放送作品に選ばれ、第14話・第20話が放送された（同時放送作品は「くるみ割り人形」）。ゲストとして、真賀里がベータン人形を連れて登場。企画監修・司会を務める樋口真嗣に制作秘話を披露した。また、樋口デザインのオリジナルベータンＴシャツ100名プレゼントに対して1000名以上の応募があり、1967年の放送当時に行った非売品ベータン人形100名プレゼント以来の人気を博した。
放送開始50周年に当たる2017年には、7月22日に「『コメットさん』生誕50周年記念祭」が、翌23日に「秘密だワッショイ『コメットさん』16ミリフィルム秘密試写会」が、神戸市長田区内で開催された（22日は新長田勤労市民センター、23日は神戸映画資料館にて開催）。前述の生誕40周年記念展同様にファン主催ながらも、同様に国際放映の許可やブラザー工業などの協力も得たイベントであり、ベータン実物人形はもちろん過去最大級の秘蔵資料を展示。両日のメインゲストに山際永三監督を迎えた他、初日はスペシャルゲストに九重佑三子（コメットさん役）、サプライズゲストに河島明人（浩二役）が登場して、両名は山際監督と数十年ぶりに対面。さらに八木光生（星の校長先生の声）もビデオレターを寄せている。
2018年12月28日には、「コメットさん50周年同窓会」が原宿駅前の南国酒家迎賓館で開催された。前述の各イベントと同様にファン主催であり、50年前に打上げパーティーをした店に、スタッフ・キャスト・遺族など30名以上が再結集。参加者は、九重佑三子（コメットさん役）、西崎緑（ミドリ役）、田中春美、湯浅譲二、山際永三、香月敏郎、佐藤重直、中山和記。遺族では、佐々木守、芦野宏、中川信夫、築地米三郎。ほか同伴者、国際放映、主催ボランティア、ベータン実物人形など参加。マイク回し（各自一言）、テーブル対抗クイズ（賞品付）、八木光生による星の校長先生の新録短編アニメ、全79話の名場面集、香月監督誕生日祝、40周年記念展映像（築地米三郎、吉原幸栄、芦野宏ほか）、珍品インタビュー（蔵忠芳、梅村幹比古、橋本洋二、佐々木守、吉原幸栄、市川森一ら）再生など趣向を凝らし、大好評を博した。
鶴ひろみのドラマデビュー作でもある。

### スタッフ
- プロデューサー：梅村幹比古（国際放映）、橋本洋二
- 原画：横山光輝
- 音楽：湯浅譲二、田代雅士
- 特撮：築地米三郎
- 動画：東京ムービー（長浜忠夫）
- 作画：Aプロダクション（芝山努・椛島義夫）
- 人形アニメーション：マガリたけお[注釈 1]
- 人形作製：小室一郎
- 撮影：大森二郎、秋元茂
- 照明：上村一雄、矢口明
- 美術：小汲明
- 編集：池月正
- 録音：坂田通俊
- デザイナー：桂由美
- 助監督：川島啓志、佐藤重直、香月敏郎、今村明男
- 製作担当：大場正弘
- 衣裳：鈴屋
- 舞台装置：美建興業
- 現像：TBS映画社、東洋現像所
- 協力：エヌ・エー・シー

### キャスト
- コメットさん：九重佑三子
- 河越順一郎：芦野宏（第1話 - 第48話）
- 石原三郎：伊丹十三（第49話 - 第79話）
- 武：蔵忠芳
- 浩二：河島明人
- ミドリ：西崎緑
- コメットさんの祖母：原ひさ子
- 河越竜子：馬渕晴子（第1話 - 第48話）
- 石原スミ子：坂本スミ子（第49話 - 第79話）
- 武の担任教師 ：柳生博
- ベータンの声：朝井ゆかり（第14話 - 第63話）、千々松幸子（第64話 - 第79話）
- 星の校長先生の声：八木光生

### 主題歌
「コメットさん」
作詞：寺山修司、作曲：湯浅譲二、歌：九重佑三子
「コメットさんが来てからは」
作詞：寺山修司、作曲：湯浅譲二、歌：芦野宏
「コメットさん」
作詞：川崎洋、作曲：中村八大、歌：九重佑三子

### 放送リスト
| 話数 | 放送日         | サブタイトル                                | 脚本                | 監督       | ゲスト |
| ---- | -------------- | ------------------------------------------- | ------------------- | ---------- | --- |
| 1    | 1967年7月3日   | 星から来たお手伝い                          | 佐々木守            | 山際永三   | 先生：東光生 先生：五月女マリ 看護婦：田所千鶴子 刑事：大川義幸 魚屋：貫恒美 校長先生：斎藤達雄 |
| 2    | 1967年7月10日  | ママ夢をもって                              | 山中恒              | 大槻義一   | 当り屋：梅津栄 模型店客：成合晃 花屋：稲吉靖 チンドン屋：ナンセンストリオ（前田隣、岸野猛、江口明） |
| 3    | 1967年7月17日  | ボクは球拾い                                | 光畑碩郎            | 山際永三   | ミスター・パーカー：ウィリアム・ロス ミセス・パーカー：イーデス・ハンソン キヨシのママ：田湖章子 キヨシ：代田隆一 酒屋の小僧：小沢直平 ガン：折原正弘 ケイゴ：川辺富明                                                                                          |
| 4    | 1967年7月24日  | 怪盗ドロゴン退治                            | 奥山長春            | 山際永三   | 刑事：神山卓三 酒屋：肥土尚弘 順一郎の友人：松尾文人 聖徳太子：柳沢真一 泥棒：谷村昌彦 泥棒：大辻伺郎 |
| 5    | 1967年7月31日  | 数字ムシャムシャ漢字はパクリ                | 佐々木守            | 山際永三   | 学習塾の先生：太宰久雄 和風人形：小峰真子 サスケ：井上寛 ピッピ：長嶋輝美 ゼロ戦：折原正弘 オバケ：金沢春秀 フロク：根津雅彦 秀才：中谷清昭 才媛：谷口まゆみ |
| 6    | 1967年8月7日   | 地球人のわからんちん                        | 光畑碩郎            | 大槻義一   | 星野：佐伯徹 編集長：鮎川浩 アルファー星人：三田松五郎 本屋の小父さん：築地博 |
| 7    | 1967年8月14日  | ワンちゃんバンザイ!                         | 西田一夫            | 大槻義一   | 千絵子：松井八知栄 獣医：川野耕司 妖婆：飯田照子 |
| 8    | 1967年8月21日  | お化けなんか恐くない                        | 西田一夫            | 山際永三   | 高山：桜井センリ おばけ：高野ひろ美 |
| 9    | 1967年8月28日  | 間抜けなお手伝い                            | 高久進              | 山際永三   | キン婆さん：武智豊子 プールの監視人：吉田裕一 |
| 10   | 1967年9月4日   | パラソル空を飛ぶ                            | 光畑碩郎            | 大槻義一   | 真吉：うえずみのる タネ：滝那保代 洗濯屋：里木佐甫良 |
| 11   | 1967年9月11日  | ふしぎなふしぎな女の子                      | 松田暢子            | 大槻義一   | トンコ：藤山直子 トンコの父：曽我廼家一二三 紳士：野口元夫 トンコの母：久保美芸子 マネージャー：直木みつ男 警官：小高まさる 刑事：渡辺明 牛乳屋：大津正八 |
| 12   | 1967年9月18日  | 何でもかんでもハイ、ハイ                    | 山中恒              | 山際永三   | 巡査：小高まさる 学生：馬場信浩 学生：伊藤純男 車の男：山口譲 出口サエ子：若水ヤエ子 |
| 13   | 1967年9月25日  | S.O.S.危機一発                              | 柳沢類寿            | 山際永三   | 先生：柳生博 用務員：永谷悟一 |
| 14   | 1967年10月2日  | ヨットでゴーゴー                            | 西田一夫            | 大槻義一   | 次郎：菱谷紘二 塩原：千原光晴 ウェイトレス：坂本寿子 |
| 15   | 1967年10月9日  | 金の卵みつけたぁ                            | 高久進              | 大槻義一   | 夢野：世志凡太 警官：小高まさる |
| 16   | 1967年10月16日 | ぼくたちの家を作った                        | 佐々木守            | 山際永三   | サスケのママ：福田トヨ ピッピのママ：九重ひろ子 ゼロ戦のママ：竹本正子 八百屋のおやじ：国創典 工事人夫：高林渡 工事人夫：海東太郎 サスケ：小山政憲 ゼロ戦：井上寛 レイ子：山県玲子 チビ：松本圭二 ピッピ：西村なるみ                                            |
| 17   | 1967年10月23日 | 強敵、現わる!!                              | 小宮敬              | 山際永三   | ユミ子：清水京子 押売りの男：土方弘 |
| 18   | 1967年10月30日 | いまにみていろ                              | 小宮敬              | 出口十三夫 | 武の先生：柳生博 守川敏男：岩上正宏 加代子：林寛子 戸沢白雲斉・老人（二役）：左卜全 |
| 19   | 1967年11月6日  | うそはだめ!!                                | 西田一夫            | 出口十三夫 | 若い医師：北浦昭義 健太：阿部尚之 看護婦：叶ミキ |
| 20   | 1967年11月13日 | オモチャの反乱                              | 高久進              | 中川信夫   | サブちゃん：肥土尚弘 |
| 21   | 1967年11月20日 | 正義の味方は辛い                            | 西田一夫            | 中川信夫   | 快傑赤マント：西島一 編集長：鮎川浩 大介：山田人志 警官：山崎洋 或るママ：荻明子 悪漢：松島映一 悪漢：横田重喜 弥次馬：三門照太郎 赤空しげ吉：牟田悌三 |
| 22   | 1967年11月27日 | もう子どもじゃない                          | 佐々木守            | 大槻義一   | おばさん：田湖章子 |
| 23   | 1967年12月4日  | 歯医者さんこわい                            | 松田暢子            | 大槻義一   | 歯科医：石川進 ヤボさん：山本磯六 トオルさん：君塚秀修 劇中の男：千波和之 劇中の女：畠山洋子 |
| 24   | 1967年12月11日 | ドレイは嫌だ                                | 奥山長春            | 中川信夫   | ドドンパ：石原和司 |
| 25   | 1967年12月18日 | 清き一票を!                                 | 吉原幸栄            | 中川信夫   | 森の石松：三角八朗 登：小野崎博敏 医師：北浦昭義 ゼロ戦：小山政憲 サスケ：井上寛 |
| 26   | 1967年12月25日 | 来てよ、サンタクロース                      | 小宮敬              | 中川信夫   | セント・ニコラス：杉狂児 救世軍の小父さん：西川敬三郎 警官：小高まさる サンタの小父さん：賀川昇一 店員：百瀬八重子 救世軍のお姉さん：藤代容子 |
| 27   | 1968年1月1日   | お正月には凧あげて                          | 高久進              | 中川信夫   | ヘンな外人：ピーター・ウィリアムス チンパンジー：クレオ君（声：三輪勝恵） ゼロ戦：井上寛 サスケ：金沢春秀 ピッピ：西村なるみ レイ子：山県玲子 |
| 28   | 1968年1月8日   | ぼくたちの秘密                              | 佐々木守            | 山際永三   | ゼロ戦の母：渡辺千世 サスケの母：福田トヨ ピッピの母：九重ひろ子 ゼロ戦：井上寛 サスケ：小山政憲 ピッピ：西村なるみ |
| 29   | 1968年1月15日  | 怒るのはナーシ                              | 光畑碩郎            | 山際永三   | 酒屋：肥土尚弘 八百屋：玉川長太 牛乳屋：大津正八 パン屋：井出凉太 パン屋：小林和夫 立札を立てる男：内藤綱男 |
| 30   | 1968年1月22日  | 兄ちゃんイバルな!                           | 西田一夫            | 中川信夫   | 弘子：林寛子 赤頭巾のお婆さん：中村紀子子 |
| 31   | 1968年1月29日  | がんばれちびっこ007                         | 柳沢類寿            | 中川信夫   | 黒メガネの男：丘寵児 金公：奥村公延 三公：星紀市 子分：関国麿 子分：伊藤信明 学生：西京利彦 学生：伊藤純男 学生：神戸君郎 学生：渋谷健三 学生：松田光弘 ガードマン木下：舟橋元 小田専務：増田順司                                                               |
| 32   | 1968年2月5日   | 留守番はまかせろ                            | 小宮敬              | 中川信夫   | 先生：柳生博 警官：林沖 武の級友：加藤緑 武の級友：広田光美 武の級友：加藤信一 武の級友：前沢弘 武の級友：長嶋輝美 |
| 33   | 1968年2月12日  | いじわる合戦                                | 吉原幸栄            | 山際永三   | タイキン教授：中村哲 乳母：小峰千代子 |
| 34   | 1968年2月19日  | ママなんてぇイヤー                          | 門田俊三            | 山際永三   | ゼロ戦の母：渡辺千世 ピッピの母：九重ひろ子 サスケの母：福田トヨ サスケ：小山政憲 ピッピ：西村なるみ ゼロ戦：井上寛 医者：宮沢元 |
| 35   | 1968年2月26日  | 星から来たおばあさん                        | 西田一夫            | 中川信夫   | 代官：戸上城太郎 老婆：星清子 老爺：石川冷 武士：高松政雄 若い女：菅美知子 秋田夫人：五月晴子 殺陣：宮越澄 |
| 36   | 1968年3月4日   | 雪のおばけが出たぞ                          | 吉原幸栄            | 中川信夫   | 雪おんな：朝井ゆかり |
| 37   | 1968年3月11日  | ちびっこ戦争                                | 石川孝人            | 山際永三   | サスケの母：福田トヨ 官吏：西田昭一 人夫：三門照太郎 ヤマト：吉田次昭 サスケ：小山政憲 タンク：根津雅彦 パンチ：新井康弘 ゼロ戦：井上寛 弘子：林寛子 ピッピ：西村なるみ セパード：須山警察犬訓練所                                                              |
| 38   | 1968年3月18日  | 春のクリスマス                              | 光畑碩郎            | 山際永三   | 八島画伯：青野平義 料理の講師：滝那保代 弓子：宮内恵子 医師：森幸太郎 展覧会の客：笠達也 展覧会の客：永谷悟一 お嬢さん：池田勝美 |
| 39   | 1968年3月25日  | クレヨンの夢                                | 大橋公威            | 大槻義一   | コソ泥：早野凡平 |
| 40   | 1968年4月1日   | 家出バンザイ                                | 小宮敬              | 大槻義一   | 交番の警官：浅見比呂志 警官：北九州男 若い男：馬場信浩 |
| 41   | 1968年4月8日   | 卵泥棒は誰だ                                | 小宮敬              | 香月敏郎   | 武の先生：柳生博 落語家：三遊亭小円馬 スーパーの店員：宮島一茶 スーパーの店員：美田朝刊 ゼロ戦：井上寛 サイゾウ：川田勝明 セリタ：芹沢匠 ケメ子：田中春美 乞食：八合昇 乞食：友野多介 乞食：高林渡                                                              |
| 42   | 1968年4月15日  | アヒルの行進曲                              | 西田一夫            | 香月敏郎   | 弘子の母：浜田寸躬子 ケン坊の母：蓮川くみ 弘子：林寛子 ゼロ戦：井上寛 ケン坊：日下部聖悦 客：三田松五郎 客：渡辺典子 客：木内房江 ケン坊の友達：芹沢匠 ケン坊の友達：桃井菜奈 ケン坊の友達：佐藤一明 ケン坊の友達：阿部尚之 サイゾウ：川田勝明 運転手：苅谷俊彦 |
| 43   | 1968年4月22日  | 助け合い合戦                                | 大橋公威            | 板谷紀之   | 老校長：木田三千雄 ヤマト：吉田次昭 ゼロ戦：井上寛 ピッピ：西村なるみ サイゾウ：川田勝明 純子：中村春美 次郎：飯塚伸夫 光子：松本圭子 太郎吉：小宅雅裕 友達：芹沢匠 友達：桃井菜奈                                                                              |
| 44   | 1968年4月29日  | かけろ! メリーゴーランド                    | 吉原幸栄            | 板谷紀之   | メリーゴーランドの係員：左とん平 大山：稲吉千春 ゼロ戦：井上寛 ヤマト：吉田次昭 サイゾウ：川田勝明 友達：桃井菜奈 友達：芹沢匠 |
| 45   | 1968年5月6日   | 飛び出せ鯉ノボリ                            | 吉原幸栄            | 山際永三   | サスケの母：福田トヨ ピッピ：西村なるみ サスケ：小山政憲 サイゾウ：川田勝明 セリタ：芹沢匠 ゼロ戦：根津雅彦 ケメ子：田中春美 友達：新井康弘 友達：桜井勝 |
| 46   | 1968年5月13日  | なまけものだぁれ                            | 佐々木守            | 山際永三   | サブ：うえずみのる ジュン：辻しげる サスケ：小山政憲 ゼロ戦：根津雅彦 ピッピ：西村なるみ |
| 47   | 1968年5月20日  | チェック・マンを捕えろ!!                    | 宮内婦貴子          | 香月敏郎   | サスケ：小山政憲 ゼロ戦：根津雅彦 ピッピ：西村なるみ メガネ：久保ひろみ 友達：桃井菜奈 |
| 48   | 1968年5月27日  | 妖怪が出たぞ!                               | 大橋公威            | 香月敏郎   | サスケの母：福田トヨ サスケ：小山政憲 ムシバの母：七瀬真紀 ゼロ戦：根津雅彦 ムシバ：江原一哉 ヤマト：吉田次昭 ピッピ：西村なるみ 豆狸：佐藤一明 光ちゃん：桶田奈保美                                                                                            |
| 49   | 1968年6月3日   | 空へ飛んだ自動車                            | 佐々木守            | 山際永三   | くず鉄屋：大村千吉 ガソリンスタンドのおじさん：西川敬三郎 消防士：小高まさる 近所の婦人：進藤幸 近所の婦人：菅美知子 近所の主人：松尾文人 人夫：三門照太郎 |
| 50   | 1968年6月10日  | アリの国探険旅行                            | 市川森一            | 山際永三   | 医者：佐伯徹 菓子屋の主人：野口元夫 店員：山口譲 |
| 51   | 1968年6月17日  | ふしぎなふしぎな笹舟                        | 宮内婦貴子          | 香月敏郎   | サスケの母：福田トヨ 露天商：稲吉靖 サスケ：小山政憲 ゼロ戦：根津雅彦 タロー：金子光伸 ピッピ：西村なるみ メガネ：久保ひろみ ジロー：松村智毅 |
| 52   | 1968年6月24日  | 突撃てるてる坊主                            | 大橋公威            | 香月敏郎   | 五郎：藤江喜幸 下駄屋の主人：里木佐甫良 五郎の母：上野綾子 五郎の叔母：田所千鶴子 ゼロ戦：根津雅彦 五郎の妹：荒井久仁子 ピッピ：西村なるみ |
| 53   | 1968年7月1日   | 怪物をやっつけろ!!                          | 市川森一            | 山際永三   | 紙芝居屋：今村原兵 パパの子供時代：七井繁信 ママの子供時代：池端かおり |
| 54   | 1968年7月8日   | ミクロ人間SOS!!                             | 大石隆一            | 山際永三   | 店員：石山克己 おばさん：春江ふかみ 正作：福崎和宏 正次：前沢輝幸 怪物A：泉梅之助 怪物B：菊地英一 源作：左卜全 おばあちゃん：岡村文子 |
| 55   | 1968年7月15日  | 出たぞ! チビッコ・ギャング                  | 宮内婦貴子          | 香月敏郎   | サスケ：小山政憲 ゼロ戦：根津雅彦 ピッピ：西村なるみ 花屋の店員：松本明弘 |
| 56   | 1968年7月22日  | サンダー・コングの逆襲 －空巣をやっつけろ－ | 小宮敬 内山順一郎   | 香月敏郎   | 赤ボコ：今野まこと 青ボコ：牧はるを 野次馬：草柳種雄 野次馬：平野昇 野次馬：織田忠正 野次馬：奄下千恵子 御用聞き：関国麿呂 ギャング：菊地英一 ギャング：池島美樹 ギャング：尾崎考二 警官：浅見比呂志                                                            |
| 57   | 1968年7月29日  | 悪魔・ノック・ダウン －虫歯をやっつけろ!－  | 市川森一            | 山際永三   | 西崎流：西崎眸 歯医者：菊地英一 女店員：黒崎三枝子 みどりの母：二階堂有希子 |
| 58   | 1968年8月5日   | ベータン救出作戦 －誘拐犯をやっつけろ!－    | 宮内婦貴子          | 山際永三   | 工場の男：寄山弘 菓子屋の主人：永谷悟一 源太：平松茂男 サスケ：小山政憲 ゼロ戦：根津雅彦 おじさん：江戸屋猫八 |
| 59   | 1968年8月12日  | 宿題をやっつけろ!!                          | 宮内婦貴子          | 香月敏郎   | 先生：糸博 三太：村田やすし セリタ：芹沢匠 ゼロ戦：根津雅彦 ピッピ：西村なるみ メガネ：久保ひろみ 三太の母：川名美也子 |
| 60   | 1968年8月19日  | 妖怪大行進                                  | 大石隆一            | 香月敏郎   | 妖怪ギャロ：北川巧 隣の奥さん：川村真樹 酒屋：大屋満 サスケ：根津雅彦 セリタ：芹沢匠 |
| 61   | 1968年8月26日  | ニャン太郎三度笠                            | 市川森一            | 大槻義一   | ニャン太郎：梅津栄 金倉：浅野進治郎 警官：浅見比呂志 老婆：津路清子 キヨ：大友町子 漁師の女：酒井由利 漁師：小高まさる 魚屋：大津正八 金倉夫人：飯田照子 酒屋：馬場信浩 クリーニング屋：星紀市                                                                  |
| 62   | 1968年9月2日   | お見合い大作戦                              | 宮内婦貴子 大野武雄 | 山際永三   | 北川：丹羽研二 ゼロ戦：根津雅彦 サスケ：小山政憲 弘子：林寛子 ピッピ：西村なるみ メガネ：久保ひろみ |
| 63   | 1968年9月9日   | 妖怪の森                                    | 市川森一            | 山際永三   | 山ン婆：田中筆子 キコリの男：大久保正信 警官：国方伝 マリをつく少女：鶴ひろみ |
| 64   | 1968年9月16日  | ガイコツ砦の決斗                            | 高久進              | 香月敏郎   | 現場監督：中庸介 ホテルの支配人：相原巨典 ゼロ戦：根津雅彦 ピッピ：西村なるみ サスケ：小山政憲 落武者：伊藤信明 人夫：榎本良三 |
| 65   | 1968年9月23日  | ハチの子を救え                              | 宮内婦貴子 大野武雄 | 香月敏郎   | セリタ：芹沢匠 メガネ：久保ひろみ 友達：亀田淳子 弘子：林寛子 ハチの子のおじいさん：中村是好 ハチの子：保積ぺぺ |
| 66   | 1968年9月30日  | 危機一発 Uターン                            | 市川森一            | 山際永三   | 魚屋の太助：星紀市 ボーイ：森下哲夫 ジロー：小沢直平 金倉夫人：浅川みゆ起 キヨ：大友町子 魚屋の主人：築地博 医師：須永宏 ウェイトレス：黒崎三枝子 主婦：安田洋子                                                                                                |
| 67   | 1968年10月7日  | 世紀のスピードレース                        | 吉原幸栄            | 山際永三   | スパイ：直木みつ男 スパイ：大川義幸 岡田技術部長：細川俊夫 吉村：椎名勝己 ボーイ：和田周 |
| 68   | 1968年10月14日 | 買物珍道中                                  | 吉原幸栄            | 香月敏郎   | 係員：杉義一 大島：中岡慎太郎 大学生：大久保敏夫 女子大生：高木正子 ウェイトレス：伊藤きよ子 店員：野村光江 |
| 69   | 1968年10月21日 | ラブレターでガッポ、ガッポ!                 | 市川森一            | 香月敏郎   | 正夫：東光生 ラーメン屋：辻しげる 五郎：鳥切日出夫 正夫の父：山田晴生 正夫の母：益田愛子 魚屋の女主人：笠井ひろ 太助：星紀市 横丁の隠居：石川冷 印鑑屋：加川昇一 寿司屋：神戸君郎 クリーニング屋：西京利彦 ガソリンスタンドの店員：清野幸弘 肉屋：飯塚実        |
| 70   | 1968年10月28日 | チャンスをねらえ!                           | 石川孝人            | 山際永三   | サスケ：小山政憲 ピッピ：西村なるみ メガネ：久保ひろみ 男の子：岡田勝行 |
| 71   | 1968年11月4日  | すてきなすてきな大冒険                      | 吉原幸栄            | 山際永三   | 荒巻：金井大 おばあさん：武智豊子 悦子：阿美本昌子 秋子：能沢杏子 洋子：中村万里 大島：中岡慎太郎 パチンコ屋の店主：大村千吉 座長：飯田覚三 トラックの助手：石川隆昭 娘：橋本千鶴子 娘：藤田千賀子 配下：田尻康博 配下：神戸君郎                                |
| 72   | 1968年11月11日 | 僕は挑戦者                                  | 市川森一            | 香月敏郎   | 紳士：野口元夫 メガネ：久保ひろみ 警官：関根信明 日本フェザー級七位：新関利幸 ボクサー：福山茂文 乞食：須賀川昇 泥棒：寺田柾 高校生：剣田孝雄 高校生：宮川満夫 高校生：向芝義明                                                                                 |
| 73   | 1968年11月18日 | 親孝行ってなんだい!                         | 宮内婦貴子          | 香月敏郎   | 武家娘：亀田淳子 家老：高松政雄 門番：辻しげる サスケ：小山政憲 ゼロ戦：根津雅彦 メガネ：久保ひろみ セリタ：芹沢匠 ピッピ：西村なるみ 家来：菊地英一 家来：神戸君郎 小姓：池島美樹 殿様：谷村昌彦 浪人：渡辺高光                                                |
| 74   | 1968年11月25日 | おとぼけ叔父さん                            | 吉原幸栄            | 山際永三   | 古代人酋長：筑紫あけみ 昌平：浜田寅彦 古代人：鮎川浩 古代人：渡真二 小料理屋：五月晴子 バタ屋：国方伝 |
| 75   | 1968年12月2日  | わんぱく受験生                              | 市川森一            | 山際永三   | ルンペン：大泉滉 プラモデル店主：西川敬三郎 老婆：天野照子 先生：浜田寸躬子 ゼロ戦：根津雅彦 セリタ：芹沢匠 ピッピ：西村なるみ サスケ：小山政憲 |
| 76   | 1968年12月9日  | 小さい小さいものの魂                        | 吉原幸栄            | 香月敏郎   | 和良地：山口譲 中川：加藤信一 鳥羽：渡辺晃三 ゼロ戦：根津雅彦 サスケ：小山政憲 メガネ：久保ひろみ ピッピ：西村なるみ 虫チーム：泉梅之助、渡辺白洋児、南明、小林文彦、池島美樹 野見：平凡太郎                                                                    |
| 77   | 1968年12月16日 | バイバイ落葉クン                            | 市川森一            | 香月敏郎   | オチバ君：太田博之 靴屋の主人：川田甫 少女：飯田英子 |
| 78   | 1968年12月23日 | いつか通った雪の街                          | 市川森一            | 山際永三   | マッチ売りの老婆：長島丸子 靴屋：小高まさる マッチ売りの女：木葉久美子 ボーイ：森下哲夫 マッチ売りの少女：鶴ひろみ |
| 79   | 1968年12月30日 | 大きな大きなプレゼント                      | 吉原幸栄            | 山際永三   | 放送局員：加藤春哉 店員：松尾文人 ゼロ戦：根津雅彦 サスケ：小山政憲 ピッピ：西村なるみ メガネ：久保ひろみ セリタ：芹沢匠 |

### 放送局

#### 同時ネット
（特記以外TBS系）
- TBS
- 北海道放送[7]
- 岩手放送[7]
- 東北放送[7]
- 秋田放送（日本テレビ系）[7]
- 福島テレビ[注釈 2][7]
- 山梨放送（日本テレビ系）
- 新潟放送[7]
- 信越放送
- 静岡放送
- 北陸放送[8]
- 福井放送[注釈 3][8]
- 中部日本放送[9]
- 朝日放送[注釈 4]
- 山陰放送[注釈 5]
- 山陽放送[注釈 6]
- 中国放送
- 四国放送（日本テレビ系）
- 南海放送（日本テレビ系）
- RKB毎日放送
- 長崎放送
- 熊本放送
- 大分放送
- 宮崎放送
- 南日本放送
- 琉球放送

#### 時差ネット
（いずれも日本テレビ系）
- 青森放送：土曜 13:15 - 13:45[10]
- 山形放送：水曜 17:30 - 18:00[11]
- 北日本放送：土曜 18:15 - 18:45[12]
- 日本海テレビ[注釈 7]
- 山口放送
- 高知放送

### 漫画版
漫画版は、横山光輝によって「週刊マーガレット」に連載され、第1期の放送開始に先行して1967年第28号（6月10日発売）より連載を開始。第50号（11月11日発売）まで全23回が掲載された（各回扉込15頁）。あくまでも本作品の「原作」ではなく「原画」であるために、毎回の扉ページには「(C)TBS1967」の表記が明示されていた。第23回には「第1部おわり」とあるが、第2部は漫画としてではなく後述の小説版として制作された。作画担当の横山にとって、最後に描いた連載少女漫画となったことでも知られている。
長年、単行本化がされていなかったが、2005年5月に講談社より「原作完全版」として初出版され、2006年7月には文庫版も出版されている。
- 『原作完全版 コメットさん』（2005年5月23日発売）ISBN 978-4-06-364622-1
- 講談社漫画文庫『原作完全版 コメットさん』（2006年7月28日発売）ISBN 978-4-06-370308-5

また、2009年1月に講談社より出版された「KODANSHA Official File Magazine 横山光輝プレミアム・マガジン」の VOL.6にて、魔法使いサリーとともにメインで特集された。

### 小説版
「ユーモアテレビ小説 コメットさん」のタイトルで、「週刊マーガレット」1968年第2号（前年12月16日発売）～第19号（4月20日発売）まで全18回連載された（各回5頁、第6話と第7話のみ4頁）。挿し絵は阪田希美子が担当した。漫画版と同様に、同作品でも毎回「(C)TBS1967」の表記が明示されている。

### 映像ソフト
- ビデオ（VHS）は、1985年10月10日に『九重佑三子のコメットさん』（発売元：ジャパンホームビデオ、第1話・第28話・第63話収録）が、2000年4月17日に『懐かしのTVシリーズ傑作選 初回と最終回 九重佑三子のコメットさん』（発売：げんごろう・販売：セブンエイト、第1話・第20話・第79話収録）がそれぞれ発売された[13]。
- DVDは、2014年3月から4月ににかけて『昭和の名作ライブラリー 第18集 九重佑三子のコメットさん HDリマスターDVD-BOX』（発売：ベストフィールド・販売：TCエンタテインメント、全2巻、各巻4枚組）が、発売元の創立10周年記念企画として発売された。テレビシリーズ全話の初ソフト化であり、Part1は第1話～第40話、Part2は第41話～第79話を収録。
- Blu-rayは、2023年9月29日に『昭和の名作ライブラリー 第123集 九重佑三子のコメットさん Blu-ray』（発売：ベストフィールド・販売：TCエンタテインメント、全1巻、3枚組）が、発売元の創立20周年記念企画の第7弾として発売された。

## 第2期 (1978年)
「ブラザー劇場」の第19作目（最終作）として、大場久美子を主演に据えた第1期のリメイク作品。ビデオなどではこちらも前述の九重版との区別のため、『大場久美子のコメットさん』と表記されることもある。
第2期は、コメットさんの視点からドラマが描かれる。乙女座の女の子・コメットさんは、星の学校の卒業試験として行われる研修旅行で、「滞在先に選んだ星で『一番美しいもの』（花、宝石、音楽、そして愛など）を探すこと」という課題のため、UFOに乗って地球にやって来た。そして、沢野家の家政婦として働きながら、時にはバトンで魔法を使って、UFOや「星のお母さん」から暗黙の叱咤や激励を受けつつ、人間同士の触れ合いの中で「美しいもの」（様々な愛の形）を見つけていく 。多くの回で特撮ヒーロー物の主役級がゲストとして登場し、新曲のリリースに合わせて大場の曲が挿入歌に使用される。
特撮に関しては、旧作のようなセルアニメ合成や人形アニメの使用などは行われておらず、光学合成による特撮が多く用いられている。放送局であるTBSの意向から、前番組である『刑事犬カール』からカール号のカメオ出演や、同局にて放送されていた「ウルトラシリーズ」から、セブン、タロウ、レオの出演があった。これらウルトラ戦士との共演は、脚本の阿井文瓶が本作品にも第2期より参加していたことや、国際放映が当時円谷プロダクションと撮影や事業面で協力関係が深かったことなどの経緯から実現した。厳密なウルトラシリーズの設定までは共有されていないが、ウルトラマンレオことおゝとりゲンはオリジナルキャストである真夏竜が出演し、『レオ』でのゲンと同一人物として描かれていた。
2012年3月に開催された第4回沖縄国際映画祭にて、特別上映の「リスペクト上映・リスペクトヒーロー＆ヒロイン」の上映作品に『ウルトラマンタロウ』や『仮面ライダーV3』とともに選ばれ、第1話・第22話・第43話・第68話が上映された。その理由として、
- 1.初代（第1期）を尊重し、その原作の世界観を継承（初回脚本はともに佐々木守）しながらも、今なお初代にも負けず劣らぬ支持を集めている
- 2.番組放映後、作品に感化されて制作されたテレビシリーズが数多い

が挙げられた。

### キャスト（第2期）
コメットさん：大場久美子
乙女座にある「星の学校」の生徒「星娘」で、学校の卒業試験のため、研修留学生としてUFOに乗って地球にやって来た少女。バトンを使い様々な魔法を使う。「記憶喪失の少女」として沢野家に住み込みのお手伝いとなり、「地球で一番美しい物」＝「愛」を探す。ひどい音痴（第1話）だったが、すぐ歌を歌えるようになった（第2話）。純情で惚れっぽい。ミシンでの刺しゅう（第17話）、編み機での編み物（第29話）、テニス（第22話）、羽根つき（第30話）、木登り（第43話）が得意だが、水中での泳ぎ（第5話）とカエル（第2話）は苦手。なお、父親は第二次宇宙大戦で戦死している（第44話）ため、不在に寂しさを感じることがある。
ウルトラ兄弟とは親交があり、ウルトラセブンは親友（第17話）、ウルトラマンタロウが初恋の相手（第43話）で、ウルトラサインも読めてウルトラマンレオとは地球で知り合っている（第63話）。

沢野公平：五十嵐喜芳
自宅で音楽教室「サワノ音楽教室」を営み、全国各地に公演へ出かける声楽家。教え子は数多く、各方面で活躍している。コメットさんを沢野家の住み込みのお手伝いとして下宿させて、妻の佐和子ともども親代わりを自認している。コメットさんの結婚話には前向きだが、芸能デビューやコンテスト出場には反対する。ピアノ伴奏つき独唱で、みんなを慰め励ます。実は猫アレルギー（第55話）。

沢野佐和子：真屋順子
自宅で「沢野歯科医院」（「沢野デンタルクリニック」と書かれた看板もある）を開業している歯科医師。コメットさんが奥歯に隠したUFO（アダムスキー型）を珍しい虫歯と勘違いして抜き取り、研究資料として保管している。夫が不在がちのため、子どもたちには厳しい。最終話で妊娠がわかる。

沢野準平：西川和孝
沢野家の長男。コメットさんの魔法を見ても科学的に考えて納得しようとする性格（第4話）。泉小学校に通い（第31話）、城北学園の受験を控えるも成績が足らない（第48話）。父とは違い歌が下手（第54話）。だが、スポーツの実況が得意（第22話等）。

沢野強：佐藤健一
沢野家の次男。初期は兄と共にコメットさんにいたずらをしかけていた。舌足らずにもかかわらず、父ゆずりの歌唱力がある（第54話）。

花村洋子：木内みどり
沢野家の隣の家の奥さん。初期はコメットさんの秘密を探ろうとしていた。弟の哲夫（大和田獏）はカメラマンで旧姓は山川（第13話）。恩人に頼まれて画家をしている娘を下宿させ（第39話）、家には宮本武蔵の画（のレプリカ）を所蔵する（第66話）など文化的な家柄だが、噂好きで毎回ハイテンションで沢野家に来てはコメットさんの恋話や騒動を大きくする。夫の武夫（名古屋章）が貿易商社勤務で海外に単身駐在中（エジプト、のちローマ）のため、よく寂しがる。

花村ゆかり：松下実加
花村家の娘。強とは同級生で、よく沢野家の兄弟と一緒に行動する。最初のころは、父の不在に寂しさを感じていたが、じきに、母の大騒ぎをたしなめ寂しさをなぐさめることが多くなる。

江藤三吉：福崎和広
公平の指導を受けて歌手を目指す青年。山梨出身（第37話）で、典子という妹（第49話）と三平という従弟（第56話）がいる。山路クリーニング店に勤めるが（第65話）、初期にはラーメン店、酒店、新聞店など様々な店で配達のアルバイトをしながら登場している。コメットさんを想ってよく助けるが、終盤まで恋愛の対象外（あくまで楽友）だった。第67話でコメットさんの心をつかむも最終回で突然去られてしまい、一人夜空でコメットさんとの再会を待ち望む。なお、福崎は前作の第54話に出演している。

若杉明：森島一夫
名犬カール号の飼い主で、カールとともに登場することが多い。スイミングクラブのコーチもしている。両親を早くに亡しており（第5話）、若いころに新劇女優だった祖母のたつ（賀原夏子）と2人で暮らしている。

ミヨちゃん：今野弘子
歯科医院の看護婦。初期はチーちゃんと共にコメットさんに意地悪をしていた。給料のほとんどを3人の妹の学費に充てており、歯科医と婚約するも挙式は岩手の妹が結婚するまで延期した（第47話）。

チーちゃん：山口千枝
歯科医院の看護婦。第17話で2か月後に次郎（時本武）との結婚が決まり、第27話で退職する。なお、本名は「チエコ」。

良子さん：多田千香
第27話でチーちゃんの代わりに来た歯科医院の看護婦。関西出身のため、倹約家で関西弁で話す。「さん」で呼ばれるが、ミヨちゃんのことは「先輩」と呼ぶ（第48話）。

名犬カール号：クラッフォー・オブ・ツカサドール（通称：ジル）
明の家で飼われているジャーマンシェパード。コメットさんが地球に降り立った時に最初に出会った地球の生物（オープニング映像）。

星のお母さん：小山明子
星空に浮かび黙示でコメットさんを導き、時折その魔力を封じる（バトンを空回りさせるのがほとんどだが、第35話ではバトンを取り上げたことがある）。夫が戦死したため、1人でコメットさんを育てた。作法教授（第32話）。空に見える人もいるが（第39話）、第51話では降臨しても見えず、沢野家だけ姿を現し佐和子に声をかけた。コメットさんがペンダントを少女に与えた際は、新しいペンダントを授けている（第57話）。最終話ではコメットさんを連れ戻しに降臨し、佐和子に変身する。

ナレーター：石毛恭子（オープニング映像・第5話まで）

### スタッフ（第2期）
- プロデューサー：神谷吉彦、山本典助
- 原案：佐々木守
- 音楽：平尾昌晃、音楽担当：萩原哲晶
- タイトル原画：牧美也子
- 撮影：森隆吉
- 照明：金井道朗
- 録音：宮入勝
- 美術：筒井増男、儘田敏雄、金子幸雄
- 助監督：高坂勉、岩原直樹
- 製作主任：川嶋富雄
- 編集：清水邦夫
- 選曲：小原孝司
- 整音：渋谷明憲
- 効果：沢田効果
- 舞台装置：美建興業、高津装飾美術
- 歯科設備：タカラベルモント
- 合成技術：デン・フィルム・エフェクト
- 操演：沼里企画
- 美粧：川口かつら
- 衣裳：京都衣裳、SUZUYA
- 現像：東京現像所
- 協力：須藤警察犬訓練所

### 主題歌（第2期）
「キラキラ星あげる」
作詞：伊藤アキラ、作曲：平尾昌晃、編曲：萩田光雄、歌：大場久美子
開始当初（第5話まで）は、歌詞のないインストゥルメンタル版を使用。また、『週刊現代』2020年5月2日・9日合併号の「僕らの『ドラマ主題歌』ベスト30を決めよう」で12位にランキングされた。

### 挿入歌（第2期）
「愛をみつけて」
作詞：伊藤アキラ、作曲：平尾昌晃、編曲：萩田光雄、歌：大場久美子

### 放送リスト（第2期）
| 話数 | サブタイトル               | 脚本              | 監督     | ゲスト                                       | 備考 |
| ---- | -------------------------- | ----------------- | -------- | -------------------------------------------- | --- |
| 1    | 愛ってなァに?              | 佐々木守          | 湯浅憲明 | 小野寺昭 桜井センリ 桜むつ子                 | コメットさんが地球に飛来して、沢野家のお手伝いとなる。 警官の大山（桜井）から助けてくれた恩人・園田（小野寺）のイタリア行きを見送る。 |
| 2    | 地球で一番美しいもの       | 佐々木守          | 湯浅憲明 | 中島千里                                     | 下宿先の沢野家の主人・公平に恋心を抱いてしまう話。 |
| 3    | 君のくれた目ざめ           | 上條逸雄          | 湯浅憲明 | 宮脇康之 和田一壮                            | ボクサーの五郎（宮脇）に助けられ恋に落ち、田舎に来ないかと求婚される。 |
| 4    | お母さんステキッ!          | 阿井文瓶          | 湯浅憲明 |                                              | 佐和子の厳しい母親としての愛の話。途中「エトセトラ」を披露。 |
| 5    | 結婚はダメッ!              | 上條逸雄          | 冨田義治 | 賀原夏子                                     | 水着回。川で助けてくれた若杉に恋をするが、若杉の祖母・たつ（賀原）に邪魔される。 |
| 6    | シンデレラのお見合い       | 泊里仁美          | 冨田義治 | 速水亮                                       | 夏休み帰省していた北海大学獣医学部の助手・達彦（速水）に見初められ、見合いをする。 |
| 7    | 雨降りお兄さん             | 今井詔二          | 湯浅憲明 | 伊藤幸雄 小林伊津子                          | 画廊の御曹司・敏夫（伊藤）のモデルとしてお泊り。振り付きで「大人になれば」を披露。 |
| 8    | 生命がけの愛               | 布勢博一          | 湯浅憲明 | 三ツ木清隆 桜井センリ                        | チンピラから助けてくれた新米警官の完太（三ツ木）に恋をする。 |
| 9    | とんでけ涙のラブレター     | 阿井文瓶          | 冨田義治 | 志麻哲也 関敬六                              | 賭けの対象として恋文で簡単に口説き落とされ、訳を知って傷つく。 |
| 10   | 恋の星占い                 | 泊里仁美          | 冨田義治 | 潮哲也 井上高志                              | インドネシアに妻子のある獅子座の男・水野（潮）に恋をする。潮は快傑ライオン丸の獅子丸の演者。 |
| 11   | ほんものはどっち?          | 阿井文瓶          | 湯浅憲明 | 市川久信                                     | 仕事が忙しくて魔法で2人に分裂。闇コメットさんがひと騒動を起こす。 |
| 12   | お母さんは どこ?           | 泊里仁美          | 湯浅憲明 | 倉石功                                       | 妻と別れた子連れ男性に求婚される話。天の川の同級生に言及。 |
| 13   | 帰れ! わが家へ             | 上條逸雄          | 冨田義治 | 大和田獏                                     | 洋子の弟のカメラマン・哲夫（大和田）にほだされ、モデルにあこがれて家出する。途中「キラキラ星あげる」を披露。 |
| 14   | 愛をみつけて!              | 秋田佐知子        | 冨田義治 | 野上祐二                                     | 南洋の国の王子・アーティ（野上）が音楽留学で沢野家に下宿し、帰国の際に「愛をみつけて」を捧げる。 |
| 15   | 結婚指輪を追いかけろ!      | 荒木芳久          | 湯浅憲明 | 奥田瑛二 遠藤真理子                          | 三吉が友人の結婚式用の指輪を落としてコメットさんを巻き込む。 |
| 16   | 夢は正夢 お嫁にゆくの?     | 上條逸雄          | 湯浅憲明 | 佐野守                                       | 茶道の師匠に見初められて騒動が起きる。お茶の手前と振袖を披露。 |
| 17   | わたしの親友 ウルトラマン  | 阿井文瓶          | 湯浅憲明 | 時本武                                       | ウルトラセブン登場。友情を口実に利用するな、恋人にとりつくろうな、とコメットさんが怒る話。 友人としてセブンが登場し、コメットさんが魔法でチーちゃんの婚約を助ける。「ウルトラセブンの歌」（「ウルトラセブン」主題歌）を沢野家一同との合唱で披露。 |
| 18   | こわれた壺と家族たち       | 阿井文瓶          | 下村堯二 | 永井秀和 柳谷寛                              | ミヨちゃんの欠いた高価な壺をコメットさんが粉砕して家庭崩壊寸前となる。 |
| 19   | オーイ! 屋根の上の弟       | 泊里仁美          | 下村堯二 | 坂東正之助 佐久田修                          | 兄との見合いで弟に奪われて駆け落ちする。振袖を披露。 |
| 20   | 乙女座のクラスメート       | 阿井文瓶          | 冨田義治 | シェリー 名倉良                              | 乙女座の同級生・ユーフォー（シェリー）が滞在先だった米国から傷心で来日。コメットさんは彼女に恋も仕事も譲ろうとまでする。 |
| 21   | 劇画のなかの愛             | 布勢博一          | 冨田義治 | 神有介 篠田薫 加川三起                       | コメットさんがウーマンリブの漫画家にかぶれて沢野家をかき回す。 |
| 22   | 愛と涙のテニス             | 布勢博一          | 湯浅憲明 | 五十嵐麻利江 竹村洋輔 中里ひろみ             | テニスで嫉妬と好敵手となった圭子（五十嵐麻利江）との友情を知る。カール号とのテニス。久しぶりに星娘姿を披露。 |
| 23   | パパと呼びたい!            | 上條逸雄          | 湯浅憲明 | 永浜三千子 千葉裕子                          | フランス帰りのユミが公平を父と思って騒動に。コメットさんも公平を慕う。 |
| 24   | 土曜の恋よ 熱くなれ!       | 今井詔二          | 湯浅憲明 | 江木俊夫 久保晶                              | 「ディスコドリーム」のかかるディスコ「MilkyWay」を舞台にディスコダンスを披露。 |
| 25   | エジプト－日本 愛の絆      | 阿井文瓶          | 下村堯二 | 名古屋章                                     | 遠距離の夫婦愛。洋子をなぐさめに、武夫からの誕生日プレゼントをコメットさんが取ってくる。 |
| 26   | 星に願いを                 | 秋田佐知子        | 下村堯二 | 立花直樹 清水めぐみ                          | 望遠鏡を手に入れた準平とコメットさんが、星を見る会でそれぞれ恋に落ちる。 |
| 27   | やさしい男と女たち         | 阿井文瓶          | 湯浅憲明 | 堀内正美 島本須美 時本武                     | チーちゃんが歯科医院を辞め、代わりの看護婦として良子さんが来る。洋子以外のすべての女性に優しいナンパ師をめぐり「優しさ」を問う。 女優時代の島本須美が出演。 |
| 28   | 恋のウルトラ・キック       | 今井詔二          | 湯浅憲明 | 保積ぺぺ                                     | 純白のチアガール姿で華麗なバトントワリングを披露。公平もユニフォームを着て立つ。 保積は前作第65話にも出演。 |
| 29   | 虫歯の痛いクリスマス       | 阿井文瓶          | 冨田義治 | 内田喜郎 桑山正一                            | クリスマス放映（前作第26話と同様）。編み機を駆使。佐和子は孤児たちの虫歯問題を見抜いて治療。 |
| 30   | 魔法初め愛してるッ!        | 上條逸雄          | 冨田義治 |                                              | 元旦放映（前作第27話と同様）。盛装。カール号との羽根つき（第22話と同様の演出）。コメットさんは福笑いで顔に墨が塗られる（前作のオープニングなどを彷彿させる演出）。 |
| 31   | カールと勉強!              | 上條逸雄          | 湯浅憲明 | 小野田真之                                   | 受験もの。コメットさんが沢野家に三当四落を強いて反省。やる気の大切さを知る。 |
| 32   | ママはライバル!?           | 泊里仁美          | 湯浅憲明 | 小山明子 南条弘二 生田智子                   | 星のお母さんにそっくりな和装の女性に大人の装いで対抗。コメットさんの地球上での推定年齢が(この時点で)19歳と判明する。 生田のテレビデビュー作品。 |
| 33   | パリからの夢の使者         | 丸田勉            | 湯浅憲明 | 平田昭彦 清水章吾 秋谷陽子                   | パリのデザイナーの家出娘と間違われたコメットさんが、父娘の仲直りに挑む。 |
| 34   | パパこそジャイアンツ       | 黒土三男          | 湯浅憲明 | 桑原一人                                     | コメットさんが魔法禁止の中、勇敢にも公平が非暴力でチンピラと対峙する。 黒土の脚本家デビュー作品。 |
| 35   | 恋はやさし野辺の花よ       | 黒土三男          | 下村堯二 | 三遊亭圓之助                                 | 老人の50年来の告解。皆がギャングと探偵、コメットさんが田舎娘の仮装を披露。 |
| 36   | 愛は死を越えて             | 阿井文瓶          | 下村堯二 | 佐藤公彦 小松蓉子                            | 「通りゃんせ」を披露。薄命のシンガーソングライターとの悲恋。 |
| 37   | 白い恋がいっぱい           | 上條逸雄          | 湯浅憲明 | 鈴鹿景子 菅井きん 加藤大樹(加藤寿)           | 「スプリング・サンバ」をBGMにスケートを披露。予告では「白い恋人」とも。 |
| 38   | 私のロミオと ジュリエット  | 黒土三男          | 湯浅憲明 | 賀原夏子                                     | 脇役の大切さを説く。ジュリエット姿を披露。たつ役の賀原（『ロマノフとジュリエット』の演出家）もジュリエット姿で演技指導するメタ演出。 |
| 39   | あァ、結婚                 | 泊里仁美          | 冨田義治 | 夏夕介 水島彩子 稲川善一                     | 偽装結婚のあと「フルーツ詩集」をBGMに悪女（ヤンキー）や彫刻の女神に変身。 |
| 40   | 星で書かれた子守歌         | 今井詔二          | 冨田義治 | 庄司永健 由起艶子 牛山蕗子                   | 三吉が故郷に戻らぬよう「七つの子」を披露。楽友として握手を交わす。 |
| 41   | 小人になって大きな愛を!    | 阿井文瓶          | 湯浅憲明 | 大木富夫                                     | 久しぶりにUFO登場。準平を諭すべく、小人になる魔法を使う。 |
| 42   | UFO＝虫歯が盗まれた!       | 布勢博一          | 湯浅憲明 | 当銀長太郎 守屋俊志 麿のぼる 槙ひろ子        | 父親探しの兄妹を助ける話。コメットさんはタロウ面子に乗って2人を見つける。 次回予告では、タロウがコメットさんの初恋の人と語られる。 |
| 43   | 初恋の人ウルトラマン       | 阿井文瓶          | 湯浅憲明 | 下塚誠                                       | ウルトラマンタロウ登場。人間態は太郎（下塚）で、コメットさんと子連れ若夫婦を演じるも、病気になった拾い子の宇宙人を救うべく最後の変身をとげ地球を去る。「ウルトラマンタロウ」（「ウルトラマンタロウ」主題歌）を披露。コメットさんが留学先を地球に決めたのは、「太郎がいたからだ」と暗示する形で語られる。 |
| 44   | かもめとパパと風船と       | 泊里仁美          | 下村堯二 | 新倉博                                       | 遠距離恋愛に気兼ねして身を引く船医との恋の話。沢野家の兄弟やゆかりの学年が進級する（準平は5→6年、強とゆかりは2→3年）。また、武夫がエジプトからローマに転勤している。 |
| 45   | 父うちゃんと新しいママ     | 千野皓司          | 下村堯二 | 荒井注 吉野佳子                              | 子持ちの男やもめと出戻りの合唱団員の仲を取り持つ話。 |
| 46   | 輝け! 母子星(ははこぼし)   | 上條逸雄          | 湯浅憲明 | 福田公子 鮎河有未 桑原大輔 柄沢英二 依田英助 | 身代わりを演じた家出少女を実家に帰らせる話。 |
| 47   | ラブラブ大作戦!            | 泊里仁美          | 湯浅憲明 | 志垣太郎 原ひさ子                            | コメットさんに惚れる若手歯科医を、三吉を使ってミヨちゃんと仲良くさせる話。原は前作第35～44話にも出演。 |
| 48   | 星まで泳げ 鯉のぼり        | 黒土三男          | 下村堯二 |                                              | 沢野夫婦が家庭内別居、コメットさんは魔法も効かず寝込む。子はかすがいとなる。 |
| 49   | 金魚と妹                   | 荒木芳久          | 下村堯二 | 宮崎達也 西願由美                            | 三吉の妹・典子（西願）が金魚に夢中の恋人を追って上京し、コメットさんが助ける話。 |
| 50   | 夢です歌です大変身!        | 泊里仁美          | 湯浅憲明 | 坂田修 高松しげお 三井恒                     | 公平の教え子のスター・星光男（坂田）とコメットさんが、星をしつこく追い回す芸能リポーターから逃避行をする話。 |
| 51   | 誰にも見えないお母さん     | 阿井文瓶          | 湯浅憲明 | 長谷川諭                                     | 見えない母を見えるふりをして付き合う沢野家一同の気づかいに心打たれる。 |
| 52   | わたしはかぐや姫           | 上條逸雄          | 湯浅憲明 | 石太郎（岡田洋介、現・石槙太郎）             | 「星の国の検察官で、コメットさんを連れ戻しに来た」とうそぶき、子供たちに宙返りを披露する青年（実はパイロット）に、かぐや姫の衣装を披露。 |
| 53   | パンダが空からやって来た   | 泊里仁美          | 湯浅憲明 | 泉晶子                                       | 週刊誌に載ってスカウトされた「母子家庭」でおばあちゃん子の心をほぐす。 |
| 54   | ぼくはみにくいアヒルの子?  | 阿井文瓶          | 冨田義治 |                                              | 捨て子だと嘆く準平を、佐和子が帰宅するまで公平に化けてなだめすかす話。 |
| 55   | 私の子猫は迷探偵           | 黒土三男          | 冨田義治 | 小島三児 久里みのる 信沢三恵子               | 迷い猫と戯れるため沢野家の住み込みを止め、ラーメン屋で副業しながら長屋住まいまでするが、親猫と飼い主が見つかり手放す話。 |
| 56   | ふるさと恋し七夕祭り       | 泊里仁美          | 湯浅憲明 | 木田三千雄 伍代参平                          | 七夕回。三平とその従弟で不動産開発業に就職した大吉との郷土愛の相克。浴衣姿を披露。 |
| 57   | 泣かないで! 天の川の妹よ   | 泊里仁美          | 湯浅憲明 | 鈴木輝江                                     | コメットさんを姉と慕い「オリオン」と名乗る強のクラスメートの少女・千加（鈴木）に星のペンダントを与える。 ペアで星娘姿を披露。 |
| 58   | 1979年宇宙の旅             | 黒土三男          | 冨田義治 |                                              | ヨガの力で迷い込んだ鏡の中の四次元世界は文字だけ左右反転。虫歯に話しかける佐和子。愛とUFOの力で帰還。 |
| 59   | 星からのたずね人           | 泊里仁美          | 冨田義治 | 重田尚彦                                     | 星の国からカシオペアが来訪。コメットさんの乗ってきたUFOの正体が語られる。 |
| 60   | 私のホームラン!            | 上條逸雄          | 湯浅憲明 | 柏原貴 滝本圭三                              | コメットさんがユニフォームを着てバッターボックスに立つ。 |
| 61   | 別れがつらい旅立ち         | 阿井文瓶          | 湯浅憲明 | 宮坂正則                                     | 星の国からケンタウロス（オープニングに登場する射手座）が来訪。コメットさんの地球留学があと二か月で終わることを告げる。一緒にヨットで世界旅行に出るも嵐のため中断。沢野家の家事分担もヨット生活と同じととらえ、残りの日々を沢野家で過ごすことに決める。 |
| 62   | 幽霊のしあわせ             | 上條逸雄          | 湯浅憲明 | 立枝歩                                       | お盆回。10年前に沢野家にお手伝いとしていた後に白血病で若くして亡くなったユミ（立枝）が、幽霊（魔法を使うが、普通の人には見えない）として沢野家の兄弟に会いに戻って来る話。 |
| 63   | ウルトラマンと怪獣アカゴン | 阿井文瓶          | 湯浅憲明 | 真夏竜                                       | ウルトラマンレオ登場。怪獣のような肌になった準平を助けたいとコメットさんがタロウに祈ると、ウルトラサインで返事があり、代わっておゝとりゲン（真夏）が登場。ゲンは最終手段としてレオに変身して、準平を救ってそのまま乙女座へ去る。なお乙女座にはM87星雲がある（M78星雲はオリオン座）。 |
| 64   | 天使よ! パパを返して       | 黒土三男          | 冨田義治 | 黒沢浩 増田順司                              | 突然倒れて天国に召された公平を救いに、幼馴染の天使アンジェロを訪ねる話。公平の美声に魅せられた長老が、佐和子と駆け引きをする。 古事記や杜子春の黄泉物語とは逆の結末を迎え、「夫婦の愛は天国の掟よりも強い」ことを星のお母さんと確認する。 |
| 65   | 秋一番 飛んで来た謎の女    | 泊里仁美          | 冨田義治 | 初井言榮 稲川善一 益田愛子                   | ソファから起きると周りの人がもコメットさんのことを知らず、UFOも星のお母さんも答えず別のお手伝いの照子（初井）が差配している。 照子の正体は星の文部大臣で、「あと一か月で戻らないと、地球人になってしまう」とコメットさんに警告に来た。 次回予告では、コメットさんが直ってカメラ目線となって視聴者に相談を持ち掛け、最終回が近いことを示唆するメタ演出が使われている。 |
| 66   | 宮本武蔵とママのしあわせ   | 布勢博一          | 湯浅憲明 | 天田俊明 松木路子 丹呉年克                   | 絵心もある宮本武蔵に憧れる小学生と絵描きの義父との仲を取り持つ。剣道着姿を披露、武蔵にも変身（三吉が小次郎）、茶屋娘にも変身。 次回予告では、カメラ目線のコメットさんが「あたしもおとうさんがいたらなあ」と言うシーンが挿入されている。 |
| 67   | ある晴れた日パパ帰る       | 黒土三男          | 湯浅憲明 | 名古屋章 飛田喜佐夫                          | 「ある晴れた日」とは歌劇『蝶々夫人』の曲名。武夫が三年ぶりに帰国し洋子が喜ぶ。三吉は一年間のマグロ漁に出るというが、船の事情で乗れずコメットさんが喜ぶ。待ち続ける愛の尊さを知る。心の声で「待つわ、三吉さん」に続き、公平が海軍服、コメットさんが着物で蝶々夫人の振りを披露。 次回予告では、カメラ目線のコメットさんが「あたしはもうすぐ乙女座に帰らなきゃいけないっていうのに」と言うシーンが挿入されている。 |
| 68   | さようなら星娘             | 佐々木守 泊里仁美 | 湯浅憲明 | 木村豊幸 矢野間啓二                          | 降臨した星のお母さんに帰還を厳命されるも、佐和子の妊娠を理由に延期を望み逃げ回るコメットさんだが、星のお母さんの魔法で解放されたUFOに捕縛されて強引に乙女座へと帰還される事となり、コメットさんは手紙一枚残して地球を去る。しばらくして、佐和子のお腹の子は女の子ではないかと公平が期待を寄せ、三吉や沢野家の兄弟が空に向かってコメットさんの名を呼び掛けると、「ハーイ」と返事が聞こえて物語が終わる。 次回予告では、沢野家のリビングで夫婦が視聴者に感謝を告げ、三吉が「来週で最終回」だと告げるメタ演出が使われている。 |

### 放送局（第2期）
- TBS（制作局）：月曜 19:30 - 20:00
- 北海道放送：月曜 19:30 - 20:00
- 青森テレビ：月曜 19:30 - 20:00
- 岩手放送：月曜 19:30 - 20:00[14]
- 東北放送：月曜 19:30 - 20:00[15]
- 秋田放送：木曜 19:00 - 19:30[16]
- 山形放送：水曜 17:30 - 18:00[17]
- 福島テレビ：月曜 19:30 - 20:00[15]
- テレビ山梨：月曜 19:30 - 20:00
- 新潟放送：月曜 19:30 - 20:00[18]
- 信越放送：月曜 19:30 - 20:00[18]
- 静岡放送：月曜 19:30 - 20:00
- 北日本放送：土曜 17:30 - 18:00（1978年6月24日放送開始）[19]
- 北陸放送：月曜 19:30 - 20:00[20]
- 福井放送：月曜 19:30 - 20:00[20][注釈 15]
- 中部日本放送：月曜 19:30 - 20:00
- 毎日放送：月曜 19:30 - 20:00
- 山陰放送：月曜 19:30 - 20:00
- 山陽放送：月曜 19:30 - 20:00[21]
- 中国放送：月曜 19:30 - 20:00[21]
- テレビ山口：月曜 19:30 - 20:00
- 南海放送：月曜 19:30 - 20:00[21][注釈 15]
- テレビ高知：月曜 19:30 - 20:00
- RKB毎日放送：月曜 19:30 - 20:00
- 長崎放送：月曜 19:30 - 20:00
- 熊本放送：月曜 19:30 - 20:00
- 大分放送：月曜 19:30 - 20:00[21]
- 宮崎放送：月曜 19:30 - 20:00
- 南日本放送：月曜 19:30 - 20:00
- 琉球放送：月曜 19:30 - 20:00

### 映像ソフト（第2期）
- ビデオ（VHS）は、1985年5月21日に『大場久美子のコメットさん』（発売：ジャパンホームビデオ、第1話・第2話・第68話収録）が、2000年4月17日に『懐かしのTVシリーズ傑作選 初回と最終回 大場久美子のコメットさん』（発売：げんごろう・販売：セブンエイト、第1話・第17話・第68話収録）がそれぞれリリースされた[13]。
- DVDは、2000年12月22日に『大場久美子のコメットさん 傑作選』（発売：パノラマ・コミュニケーションズ・販売：パイオニアLDC、第1話・第17話・第33話・第43話・第63話・第68話収録）[13]が、2013年6月から7月にかけて放送開始35周年企画として、『昭和の名作ライブラリー 第17集 大場久美子のコメットさん HDリマスターDVD-BOX』（発売：ベストフィールド・販売：TCエンタテインメント、全2巻・各巻4枚組）がそれぞれ発売された。後者はテレビシリーズ全話の初ソフト化であり、Part1は第1話～第34話、Part2は第35話～第68話を収録。また特典として封入されていた解説ブックレットを省いた「スペシャルプライス版」として、2018年2月から3月にかけて期間限定で再発売も実施された。
- Blu-rayは、2024年5月31日に『昭和の名作ライブラリー 第137集 大場久美子のコメットさん Blu-ray』（発売：ベストフィールド・販売：TCエンタテインメント、全1巻、3枚組）が発売された。

### 他メディア展開
ラジオドラマ
- 第2期の放送期間中に、ニッポン放送の「夜のドラマハウス」にて放送。コメットさんがキャプテンハーロックと競演するラジオオリジナルストーリーが展開される。キャストもコメットさんは大場、ハーロックは井上真樹夫と共にオリジナルキャストを起用している。

コミカライズ
- 「小学六年生」1979年7月号の別冊付録「小六TVコミック」にて、第55話のコミカライズが掲載された。作画は山崎睦美が担当。

## 備考
- 第1期で、武と浩二の友達の名前には、「サスケ」・「オバケ」・「フロク」・「ムシバ」・「ゼロ戦」・「ピッピ」という名前が使われているが、これは佐々木守が企画したがお流れとなった子供番組の登場人物として付けられたもの。その後、同局放送の『ウルトラマン』の第15話「恐怖の宇宙線」（佐々木が脚本を担当）で、二次元怪獣ガヴァドンの元となった落書きを描いた子供の中に「サスケ」「ムシバ」「ゼロ戦」「ピッピ」が使われ、さらに1969年4月上映の佐々木の脚本作品『ドリフターズですよ!全員突撃』（東宝・渡辺プロ作品）では、西崎緑扮する少女の名前に「ピッピ」、他の名前はザ・ドリフターズが扮するギャングの名前[注釈 16]に使われた。
- 関西地区では、1975年3月31日にTBS系列、NETテレビ系列の相互ネットチェンジを実施したため、第1期は朝日放送、第2期は毎日放送にネット放送された。
- （社）日本歌手協会主催の「第34回歌謡祭」第2日（2007年10月4日に開催）の夜の部・中盤（第8幕）では、第1期の放送40周年を記念して「2人のコメットさん」と題した企画コーナーが設けられ、 九重と大場がそれぞれの「コメットさん」のテーマ曲を歌った。九重は放送当時を思わせる衣装で後期版のテーマ曲、大場は第2期での衣装で「キラキラ星あげる」を歌い、2人ともバトンを振るパフォーマンスも披露した。この模様は、2008年1月4日にテレビ東京、4月4日にスカイパーフェクTV!の第一興商スターカラオケ、2022年5月17日にBSテレビ東京で放送された。